# Москалевка (Краснопольский район)
Москалевка (укр. Москалівка) — село,
Покровский сельский совет,
Краснопольский район,
Сумская область,
Украина.
Село ликвидировано в 1991 году .

## Географическое положение
Село Москалевка находится на границе с Россией в 1-м км от села Поповка.

## История
- 1991 — село ликвидировано [1].